# Rhinella casconi
Rhinella casconi es una especie de anfibio anuro de la familia Bufonidae.

## Distribución geográfica
Esta especie es endémica de Ceará en Brasil. Se encuentra en Guaramiranga a más de 700 m sobre el nivel del mar en la Serra de Baturité.

## Etimología
Esta especie lleva el nombre en honor a Paulo Cascon.

## Publicación original
- Roberto, Brito & Thomé, 2014: A New Species of Rhinella (Anura: Bufonidae) from Northeastern Brazil No Access. South American Journal of Herpetology, vol. 9, n.º 3, p. 190–199.[2]